# Дом на ножках
Дом на ножках (также в обиходе — жилища на «ходулях», дома на ногах-сваях, дома на «куриных ножках») — дома, приподнятые над землёй, фундаментами которых служат высокие сваи и ростверк. Строились такие дома для защиты от диких зверей и от наводнений во время разлива рек. Дома на ножках в отличие от домов на сваях (называемые в народе — «избушки на курьих ножках», «дома на костылях») строятся также и в районах вечной мерзлоты для избегания промерзания и заноса снегом. Такое архитектурное решение с открытым первым этажом ведёт к удорожанию жилищного строительства и подходит не для всех климатических условий, например, где нужна защита от сильных ветров.

## История
Идея «домов на ножках» восходит к архитектурной моде 1920-х годов: их проектировал и Ле Корбюзье («Жилая единица», здание Центросоюза), и советские конструктивисты. Подобные решения были продиктованы как необходимостью защиты от холода, влаги и проникновения посторонних, так и эстетическими соображениями: высокие опоры создавали иллюзию парения, полёта над землёй. Следующая волна построек на высоких опорах пришлась на эпоху панельного домостроения второй половины 1960-х годов (Смоленский бульвар, д. 6-8, проспект Мира, д. 110, проспект Мира, д. 184, к. 2).
Строительство Дома авиаторов «на ножках» по проекту архитектора Андрея Меерсона началось в 1973 году. Изначально его планировали построить на берегу Химкинского водохранилища рядом со станцией метро «Водный стадион» под гостиницу. Так возникла идея разместить дом на железобетонных опорах: это позволило бы оживить пространство у водоёма, не нарушая естественной циркуляции воздуха. Однако впоследствии городские власти решили перенести сооружение на Беговую улицу, неподалёку от Ленинградского проспекта, одного из главных въездов в Москву. По плану высотность дома должна была составлять 16 этажей, но затем их число сократили до 13 плюс два технических этажа и опоры, соразмерные уровню четырёх этажей. Несмотря на смену места, дом всё же решили строить на опорах: согласно распространённой версии, это было сделано для создания «эффекта сквозняка», чтобы в помещениях не скапливались выхлопные газы от интенсивного движения на Ленинградском проспекте. Строительство завершилось в 1978 году: это был первый жилой дом в СССР с применением монолитного железобетона. От идеи гостиницы решили отказаться по техническим причинам и квартиры в новом доме получили работники Московского машиностроительного (авиационного) завода «Знамя Труда» — отсюда название «Дом авиаторов». На 2018 год здание используется как обычный жилой дом. Из-за оригинальности архитектурного решения «дом на ножках» привлекает внимание кинорежиссёров: в частности, его можно увидеть в фильмах «Ночной дозор» и «Тушите свет!».
В 1970-е годы в СССР вышла Серия жилых домов II-57 — это был проект многосекционного панельного дома. Этажность: 9 (ранние представители серии), 12 и 17 этажей (экспериментальные, построено только 2 дома в Москве, т. н. «дома на ножках»). Высота жилых помещений — 2,64 м. Перекрытия керамзитобетонные — 140 мм (плита «на комнату»), несущие стены поперечные, продольные диафрагмы жёсткости керамзитобетонные — 120 (9-, 12-этажные), 160 (12-, 17-этажные) мм, наружные панели керамзитобетонные — 350 мм, 320 мм (17-этажные).

## Примеры
- «Жилая единица», Марсель

### Галерея
| - СССР и страны СНГ - Офисное здание Центросоюза, Мясницкая улица, Москва (1928—1936) - Дворец Советов — проект административного здания в Москве (1956—1958) - Дом авиаторов, Москва, Беговая улица, 34 - Дом Наркомфина, Москва, Новинский бульвар, 25, корп. 1 - Дом-коммуна — студенческое общежитие, Москва, ул. Орджоникидзе |